# Papa Eutiquià
Eutiquià (Luni, ? - Roma, 8 de desembre del 283) va ser Papa de Roma des del 4 de gener de l'any 275 al 7 de desembre de l'any 283. És venerat com a sant per l'Església Catòlica.

## Orígens
Segons el Liber Pontificalis era natural de Luni, a la Toscana, i fill de Marí. Si bé aquesta font el cita com a toscà, l'antiga ciutat de Luni es troba a l'extrem de la Ligúria, tot i que a tocar de la Toscana, si bé pren el nom de la regió natural i històrica Lunigiana, que abastava també terres de la Toscana i l'Emília. El seu nom és grec i significa «facilitat» o «èxit».

## Pontificat
Va ser successor de Fèlix I uns dies després de la seva mort. El seu pontificat va durar de gener de 275 al 7 de desembre de 283, durant un període de 8 anys, 11 mesos i 3 dies, d'acord amb les dades del Catàleg Liberià, tot i que les dades contingudes al Liber Pontificalis varien segons la versió.
No existeixen detalls sobre el seu mandat. L'inici del seu mandat coincideix amb l'aparició i expansió del maniqueïsme, tot i que es desconeix si va prendre alguna mesura al respecte. El Liber Pontificalis li atribueix la fixació de beneir a l'altar els primers fruits, però només les mongetes i el raïm, una tradició present en les religions romana i jueva, vinculada a dos aliments cabdals a Itàlia des de temps antics. Tanmateix, Kirsch afirma que es tracta d'una norma indubtablement posterior al seu pontificat.
Una altra afirmació sense massa fonament és la promulgació de normes sobre l'enterrament de màrtirs. D'acord amb això, els màrtirs havien de ser enterrats vestint dalmàtica i una túnica porpra, i era obligatori comunicar al bisbe romà l'enterrament. A més, hom afirma que el mateix Eutiquià amb les seves mans va enterrar-ne fins a 342 en diversos llocs de Roma. La manca de fonament es basa en el fet que des de la mort de l'emperador Aurelià el 275, i durant tot el pontificat d'aquest papa, l'Església va viure un llarg període de pau sense persecucions.

## Mort
D'acord amb el Depositio Episcoporum del calendari romà del segle IV, Eutiquià va morir el dia 8 de desembre, si bé l'any exacte no és clar, normalment es dona per bo el 283. Les seves restes van ser sebollides a la capella papal de les catacumba de Sant Calixt, a la via Àpia, el 25 de juliol de l'any següent. Quan va descobrir-se la cripta, es van trobar fragments de l'epitafi de la seva toma amb el seu nom amb lletres gregues «EUTYCHIANOS EPIS[COPOS]», que van confirmar la seva existència.

## Veneració
Eutiquià té la consideració de sant. El Liber Ponitificalis recull que va morir màrtir, però molt probablement Eutiquià no va ser martiritzat, perquè no hi ha registrada cap persecució d'importància. Aquesta afirmació segurament està vinculada a la suposada norma d'enterraments dels màrtirs que se li atribueix. El calendari romà del segle IV situa la seva mort el 8 de desembre, al Depositio Episcoporum, però no el llista entre els màrtirs. Enaltit com a sant, la seva festa es va commemorar el dia de la seva mort, si bé des de 1922 el Martirologi Romà el commemora el 7 de desembre.
Les relíquies vinculades a Eutiquià van ser donades per Innocenci X a Filippo Casoni, noble de Sarzana, que va ser nomenat bisbe el 1651, va confiar-les al seu germà Niccolò. Arran de la mort de Filippo el 1659, deu anys més tard el seu germà les va donar al capítol de la catedral de Sarzana, on encara es conserven. El culte a aquest sant està molt estès a l'antiga diòcesi de Luni, actualment anomenada La Spezia-Sarzana-Brugnato.